# كرسول شمبري
كرسول شمبري (الاسم العلمي:Crassula schimperi) هو نوع نباتي يتبع جنس الكرسول من فصيلة الكرسولية.